# Catedral de la Transfiguración de Nuestro Señor (Atirau)
La Catedral de la Transfiguración de Nuestro Señor  o simplemente Catedral de Atirau (en ruso: Собор Преображения Господня) es el nombre que recibe un edificio religioso afiliado a la Iglesia católica que se encuentra en la calle Avangard de la ciudad de Atirau, en el país euroasiático de Kazajistán, y que funciona como el asiento de la administración apostólica de Atirau. 
La administración apostólica local (Administratio Apostolica Atirauensis o Апостольская администратура Атырау) fue fundada en 1999 bajo el Pontificado de Juan Pablo II mediante la bula "Ad aptius consulendum" y al mismo tiempo se creó la parroquia. La iglesia parroquial y la catedral fue consagrada el 4 de agosto de 2002. El convento y centro pastoral fue abierto en 2005. 